# Juan de Montecorvino
Juan de Montecorvino (Montecorvino, 1247 – Pekín, 1328) fue un misionero franciscano, fundador de las misiones católicas en India y China, primer arzobispo de Pekín y Patriarca Latino de Oriente.

## Biografía
Tras ingresar en la orden franciscana, se dedicó a la predicación del cristianismo en el Próximo Oriente, llegando en sus viajes hasta Persia.
Su labor evangelizadora en el Extremo Oriente comenzó a raíz de la petición que, en 1286, realizó el Kan de Persia, Arghun, a través del obispo nestoriano Bar Soma solicitando al Papa el envío de misioneros católicos a la corte del Gran Kan y emperador chino Kublai Kan que se había manifestado deseoso de conocer el mensaje cristiano. Esta petición, unida a las noticias que desde Pekín llegaban de los mercaderes venecianos, Marco Polo y sus hermanos, motivaron al papa Nicolás IV a enviar a Juan como legado papal y predicador del cristianismo en Oriente.
Juan inició su viaje en 1289, partiendo de Venecia. Sus acompañantes fueron el dominico Nicola da Pistoia y el comerciante genovés Pietro di Lucalongo.Llevanba consigo cartas de parte del papa para : el Ilkhan Arghun, de persia; el gran emperador Kublai Khan, de china; el príncipe tártaro Kaidu; el rey del Reino Armenio de Cilicia y el patriarca de la Iglesia Ortodoxa Siria. 
Tras llegar a Persia se dirigió por mar a la India, llegando a la región de Madrás en 1291. Allí permaneció durante trece meses, logrando, según sus escritos, la conversión y el bautizo de aproximadamente cien personas.
En India moriría su compañero Nicolás de Pistoia, por lo que partió para China acompañado del comerciante genovés Pedro de Lucalongo al que había conocido en la India. Llegó a Pekín en 1294, donde acababa de fallecer Kublai Kan que había sido sucedido por su nieto Timur Kan. Este, aunque no se convirtió al cristianismo, tampoco impidió s a su labor misionera.
Las primeras conversiones las logró en la comunidad nestoriana, que se encontraba presente en China desde el siglo VIII. En 1299 construyó la primera iglesia católica de Pekín gracias al apoyo del príncipe mongol Tenduk, a quien había bautizado con el nombre de Jorge. Logró la conversión de unas seis mil personas, según su propio testimonio, y tradujo al idioma tártaro el Nuevo Testamento y los Salmos.
Durante once años Juan trabajó en solitario hasta que en 1304 se le unió el franciscano Arnoldo de Colonia. Posteriormente, en 1307 el papa Clemente V le envió siete obispos franciscanos de los que sólo llegaron tres que consagrarían a Juan como arzobispo de Pekín.
Tras treinta y cuatro años en China, Juan de Montecorvino falleció en Pekín en el año 1328. La iglesia china sólo le sobrevivió cuarenta años, ya que la caída de los mongoles de la dinastía Yuan y su sustitución por la dinastía china Ming supuso el cierre del país a toda influencia exterior, incluido el cristianismo.
Es considerado como beato por la Iglesia Católica y como santo por los católicos chinos.